# Storia degli ebrei in Europa
Gli ebrei in Europa sono presenti da oltre 2 000 anni, a partire dall'antichità ellenistico-romana fino ai giorni nostri.

## Storia
Comunità ebraiche si sono stanziate in Europa sin dall'epoca ellenistico-romana, formando importanti centri di vita e cultura ebraica nei principali centri europei sul Mediterraneo.
Gli ebrei sono stati l'unica minoranza religiosa alla quale, sia pur sottoposta a limitazioni e discriminazioni, sia stato permesso di vivere nell'Europa cristiana. A partire dal XVI secolo l'istituzione dei ghetti caratterizzò la vita di gran parte degli ebrei europei. Dopo la rivoluzione francese, la nascita dei moderni stati nazionali favorì migliori condizioni di vita e nella maggioranza dei paesi l'emancipazione civile degli ebrei. Il periodo tra la fine dell'Ottocento e gli inizi del Novecento fu il periodo d'oro degli ebrei europei che dettero vita a vibranti comunità e offrirono un contributo importante alla vita culturale, politica e sociale dell'Europa.
Ad un maggior peso della presenza ebraica in Europa si accompagnarono tuttavia sentimenti diffusi di antisemitismo che nel periodo successivo alla prima guerra mondiale giocarono un ruolo sempre più importante nella crescita e affermazione dei regimi fascisti. La Germania nazista acquisì un ruolo di guida nella persecuzione razziale che colpì dapprima i diritti civili degli ebrei e quindi sfociò con l'Olocausto in un progetto scientificamente programmato di genocidio. 
La popolazione ebraica in Europa nel periodo precedente alla seconda guerra mondiale era stimata attorno ai 9 milioni. Si ritiene che nel periodo tra il 1940 e il 1945 siano stati uccisi circa 6 milioni di ebrei ad opera dei nazisti di Adolf Hitler e dei regimi loro alleati (la Romania di Ion Antonescu, l'Ungheria, l'Italia repubblichina di Benito Mussolini), la Croazia del Poglavnik. Di più, secondo Raul Hilberg " La Croazia, come la Slovacchia, era un satellite della Germania e "una creazione tedesca fatta a tempo di record" che nella sua politica razziale rispettò e perfino "migliorò" la definizione della Germania nazista.
L'Olocausto ha inferto un colpo durissimo alla presenza ebraica in Europa, significando in molti casi la scomparsa di comunità secolari. A ciò si aggiunse l'emigrazione verso Israele o gli Stati Uniti e le politiche repressive dei regimi comunisti dipendenti dall'Unione Sovietica. La fine della guerra fredda nell'est europeo e la generale riscoperta di interesse nella cultura ebraica ha offerto se non altro migliori prospettive per la salvaguardia del patrimonio artistico e culturale dell'ebraismo europeo.
La Francia con mezzo milione di ebrei ospita oggi la più numerosa comunità ebraica europea; seguono il Regno Unito, la Russia, la Germania, l'Ucraina e l'Ungheria. Paesi un tempo al centro della vita ebraica mondiale, come la Polonia, la Bielorussia, l'Austria, la Repubblica ceca, la Slovacchia, la Romania, la Croazia, la Serbia e la Grecia, contano oggi piccole comunità ridotte ad un ruolo marginale.

## La presenza ebraica in Europa, paese per paese
- Lista delle sinagoghe d'Europa

### Albania
- Storia degli ebrei in Albania
- Ebraismo in Albania
- Ebrei albanesi
- Sinagoghe dell'Albania

### Austria
- Storia degli ebrei in Austria
- Ebraismo in Austria
- Ebrei austriaci
- Sinagoghe dell'Austria

### Belgio
- Storia degli ebrei in Belgio
- Ebraismo in Belgio
- Ebrei belgi
- Sinagoghe del Belgio

### Bielorussia
- Storia degli ebrei in Bielorussia
- Ebraismo in Bielorussia
- Ebrei bielorussi
- Sinagoghe della Bielorussia

### Bulgaria
- Storia degli ebrei in Bulgaria
- Ebraismo in Bulgaria
- Ebrei bulgari
- Sinagoghe della Bulgaria

### Repubblica ceca
- Storia degli ebrei nella Repubblica Ceca
- Ebraismo nella Repubblica Ceca
- Ebrei cechi
- Sinagoghe della Repubblica Ceca
- Cimiteri ebraici della Repubblica Ceca

### Croazia
- Storia degli ebrei in Croazia
- Ebraismo in Croazia
- Ebrei croati
- Sinagoghe della Croazia

### Danimarca
- Storia degli ebrei in Danimarca
- Ebraismo in Danimarca
- Ebrei danesi
- Sinagoghe della Danimarca

### Estonia
- Storia degli ebrei in Estonia
- Ebraismo in Estonia
- Ebrei estoni
- Sinagoghe dell'Estonia

### Finlandia
- Storia degli ebrei in Finlandia
- Ebraismo in Finlandia
- Ebrei finlandesi
- Sinagoghe della Finlandia

### Francia
- Storia degli ebrei in Francia
- Ebraismo in Francia
- Ebrei francesi
- Sinagoghe della Francia

### Germania
- Storia degli ebrei in Germania
- Ebraismo in Germania
- Ebrei tedeschi
- Sinagoghe della Germania

### Grecia
- Storia degli ebrei in Grecia
- Ebraismo in Grecia
- Ebrei greci
- Sinagoghe della Grecia

### Italia
- Storia degli ebrei in Italia
- Ebraismo in Italia
- Ebrei italiani
- Sinagoghe in Italia
- Comunità ebraiche italiane
- Unione delle comunità ebraiche italiane
- Musei ebraici in Italia
- Cimiteri ebraici in Italia
- Ghetti ebraici in Italia

### Lettonia
- Storia degli ebrei in Lettonia
- Ebraismo in Lettonia
- Ebrei lettoni
- Sinagoghe della Lettonia

### Lituania
- Storia degli ebrei in Lituania
- Ebraismo in Lituania
- Ebrei lituani
- Sinagoghe della Lituania

### Norvegia
- Storia degli ebrei in Norvegia
- Ebraismo in Norvegia
- Ebrei norvegesi
- Sinagoghe della Norvegia

### Paesi Bassi
- Storia degli ebrei nei Paesi Bassi
- Ebraismo nei Paesi Bassi
- Ebrei olandesi
- Sinagoghe dei Paesi Bassi

### Polonia
- Storia degli ebrei in Polonia
- Ebraismo in Polonia
- Ebrei polacchi
- Sinagoghe della Polonia

### Portogallo
- Storia degli ebrei in Portogallo
- Ebraismo in Portogallo
- Ebrei portoghesi
- Sinagoghe del Portogallo

### Romania
- Storia degli ebrei in Romania
- Ebraismo in Romania
- Ebrei rumeni
- Sinagoghe della Romania

### Russia
- Storia degli ebrei in Russia
- Ebraismo in Russia
- Ebrei russi
- Sinagoghe della Russia

### Serbia
- Storia degli ebrei in Serbia
- Ebraismo in Serbia
- Ebrei serbi
- Sinagoghe della Serbia

### Slovacchia
- Storia degli ebrei in Slovacchia
- Ebraismo in Slovacchia
- Ebrei slovacchi
- Sinagoghe della Slovacchia

### Slovenia
- Storia degli ebrei in Slovenia
- Ebraismo in Slovenia
- Ebrei sloveni
- Sinagoghe della Slovenia

### Spagna
- Storia degli ebrei in Spagna
- Ebraismo in Spagna
- Ebrei spagnoli
- Sinagoghe della Spagna

### Svezia
- Storia degli ebrei in Svezia
- Ebraismo in Svezia
- Ebrei svedesi
- Sinagoghe della Svezia

### Svizzera
- Storia degli ebrei in Svizzera
- Ebraismo in Svizzera
- Ebrei svizzeri
- Sinagoghe della Svizzera

### Ucraina
- Storia degli ebrei in Ucraina
- Ebraismo in Ucraina
- Ebrei ucraini
- Sinagoghe dell'Ucraina

### Ungheria
- Storia degli ebrei in Ungheria
- Ebraismo in Ungheria
- Ebrei ungheresi
- Sinagoghe d'Ungheria